# Sébastien de Luxembourg
Ne doit pas être confondu avec Sébastien de Luxembourg-Martigues.
Le prince Sébastien de Luxembourg, né le 16 avril 1992 à Luxembourg, est un membre de la maison grand-ducale de Luxembourg.

## Biographie

### Famille
Il est le cinquième et dernier enfant du grand-duc Henri et de la grande-duchesse Maria Teresa et le frère cadet des princes Guillaume, Félix et Louis et de la princesse Alexandra de Luxembourg. Il est neuvième dans l'ordre de succession au trône de Luxembourg.

### Jeunesse
Après ses années d'école maternelle à Angelsberg au Luxembourg, le prince Sébastien commence le cycle primaire à la St. George's International School au Luxembourg, avant de poursuivre ses études à la Summer Fields School au Royaume-Uni, pays où il commence son cycle secondaire à l'Ampleforth College. En 2011, le prince obtient son baccalauréat à l'International School of Luxembourg avant de poursuivre des études universitaires dans l'Ohio aux États-Unis où il obtient en 2015 un bachelor en marketing et communication. En 2017, il est diplômé de l'Académie royale militaire de Sandhurst. 
Le prince Sébastien parle couramment le luxembourgeois, le français, l'allemand et l'anglais. Il a également de bonnes connaissances en espagnol.

### Carrière
Après son diplôme de l'Académie royale militaire de Sandhurst, il devient officier de l’Armée luxembourgeoise. Il est notamment détaché dans l'Armée britannique, comme officier au sein des Irish Guards.